# 勇午
『勇午』（ゆうご）は、原作：真刈信二、作画：赤名修による日本の漫画作品。『月刊アフタヌーン』（講談社）にて1994年から2004年まで連載された後、『イブニング』（同）に移籍し2015年まで連載された。交渉人（ネゴシエーター）の仕事を題材にした先駆的作品。『月刊アフタヌーン』連載版では主に海外が、『イブニング』連載版は主に日本各地が舞台となっている。
単行本は『アフタヌーン』連載版が全22巻（アフタヌーンKC）、『イブニング』連載版（イブニングKCDX）が全19巻（シリーズを通巻として算出）。なお『イブニング』版では『勇午 the Negotiator』と副題がつけられている。2004年から2006年にかけて『アフタヌーン』版が文庫化され、『イブニング』版は2011年より刊行されている。文庫化に際しては『勇午 the Negotiator』のタイトルを使用しており、現在のシリーズと共通化が計られている。文庫版は既刊18巻（東京・種子島編まで）。また2004年に本作の序盤のストーリーである「パキスタン編」と「ロシア編」がTVアニメ化された。1999年には小説版も出版されている。
シリーズを通して、勇午がその交渉の過程で必ずと言っていいほど拷問を受けるという演出がなされており、特に『アフタヌーン』版では各国の文化を背景にした様々な趣向の拷問が描かれている。
成功率97.4%を誇るフリーの交渉人・別府勇午を主人公にした、社会派サスペンス作品。毎回作者の綿密な現地取材に基づき、各国の社会情勢、文化事情、宗教観、社会悪、必要悪にぶつかり、悩みながら解決の糸口を模索する勇午の姿が描かれる。1つのエピソードにつき、約1年程度の連載である（短編の日本編を除く）。

## 主な登場人物
声の項はテレビアニメ版の声優。
別府 勇午（べっぷ ゆうご）
声 - 萩野崇
物語の主人公。交渉を生業とする。鋭敏な頭脳と広大な人脈を持ち、数多くの言語を操る。どんな拷問を受けても折れない強い意志と頑丈な肉体、如何なる状況にもゆるがない冷静さ、そして誰とでも打ち解けられる包容力を併せ持つ。また、時には関わった人々の境遇に涙する優しさをのぞかせる。大分県臼杵市出身。
勇午が敵の手に落ち、過酷な拷問を受けるのはストーリーの定番である。様々な拷問に耐える局面においては、苦行の先にある神との融合的な状態に陥るケースや、単に満身創痍になりながらも生還するケースもあり、耐え方も一様ではない。また、拷問から生還した後の立ち直り方が心身共に早い。
年齢については明言されていないが、各エピソードが現実の時制と同一であるとして、作中の年代表記から判断すれば40歳前後に到達しているはずである（2010年開始の「台湾編」では、「平成5年の時点で高校三年生」となっている）。一方で、人物描写からは加齢の印象はあまり無い。例えば、同級生等は回想シーンでは共に若いが、再会後（現在）は同級生より若く見えるような印象がある。
小暮 蛉一（こぐれ れいいち）
声 - 千葉進歩
勇午のパートナー。メカオタクであり、主に勇午が使用する機器の改造を始めとする技術的なサポートを行う。時折、勇午に呼ばれて現地へ赴くこともある。「下北半島編」においては珍しく、小暮がとある災難に巻き込まれ、勇午が救出に動くということも。

## 漫画
アフタヌーン連載分
- 第一部 パキスタン編 単行本1〜3巻
- 第二部 日本編 単行本4巻
- 第三部 ロシア編 単行本4〜6巻
- 第四部 香港編 単行本6〜8巻
- 第五部 イギリス編 単行本8〜10巻
- 第六部 インド編 単行本10〜12巻
- 第七部 インドシナ編 単行本13〜15巻
- 第八部 オーストリア・ハンガリー編 単行本15〜17巻
- 第九部 アメリカ編 単行本17〜19巻
- 第十部 パリ編 単行本20〜21巻
- 第十一部 中国編 単行本22巻

※原書では各章を「〜th Negotiation」としている。第11部：中国編を除き、各章の名称は記されていない為、上記のシリーズ名称が正式なものかは不明（ただし一部の名称はアニメ版や小説版にも使用されている）。
※文庫版ではアフタヌーンKCと収録順が異なっているほか、イギリス編は「U.K.編」、オーストリア・ハンガリー編が「マグダラのマリア編」、アメリカ編が「L.A.編」とされ、中国編が「上海編」と変更されている。

イブニング連載分
- 第一部 下北半島編（単行本の色は赤 通算23巻）
- 第二部 北九州・対馬編（同 緑色 通算24巻）
- 第三部 東京・種子島編（同 青色 通算25巻）
- 第四部 大阪編（同 黄色 通算26-27巻）
- 第五部 横浜・横須賀編（同 紫色 通算28-29巻）
- 第六部 洞爺湖サミット編（同 青緑色 通算30-31巻）
- 第七部 フィリピンODA編（同 橙色 通算32-34巻）
- 第八部 台湾編（同 群青色 通算35-38巻）
- 第九部 Final（同 白 通算39巻-41巻）

モーニング食掲載分
- インド・カリー編（1話のみ）

## 小説
原作者の真刈信二により、「ロシア編」がより詳細なエピソードを加えて小説化、これに漫画では描かれなかった勇午の最初の交渉を描いた作品を加え、1999年に出版された。
- 勇午―交渉人 in ロシア&インディア（真刈信二著、講談社アフタヌーンノベルス、ISBN 4-06-347002-4）

## テレビアニメ
「パキスタン編」と「ロシア編」計13話が制作され、『勇午 〜交渉人〜』のタイトルで2004年2月24日から5月25日までキッズステーションにて放送された。「パキスタン編」と「ロシア編」を、監督からキャラクターデザインにいたるまでそれぞれ全く別のスタッフで製作するという実験的なスタイルが取られた（声優、主題歌は共通）。

### キャスト
1st Negotiation「パキスタン編」
- 岩瀬繭子（いわせ まゆこ）：声 - かかずゆみ
- ライラ：声 - かかずゆみ
- アリ（ユフス・アリ・メサ）：声 - 銀河万丈
- ラル：声 - 家中宏
- ハジ：声 - 塚田正昭
- アーマド：声 - 堀内賢雄

2nd Negotiation「ロシア編」
- オリガ・エレノワ（ロシア内務省対内防諜局大尉）：声 - 富沢美智恵
- リューバ（女子大生）：声 - 岡村明美
- 真理子：声 - 甲斐田ゆき
- ガラーホワ少将（ロシア内務省対内防諜局シベリア地区司令官）：声 - 唐沢潤
- ナージェンカ（ナジェージュダ・イワノーバナ・パヴレツカヤ）：声 - 堀江由衣
- アンドレイ・セルゲイビッチ・ロマノフスキー：声 - 沢木郁也
- ユーリー（地元のポン引きの男）：声 - 戸部公爾
- 中尉：声 - 遊佐浩二
- ヴィクトル中尉（勇午への拷問を指揮）：声 - 中博史
- シェーキン：声 - 一条和矢

### スタッフ
|                                   | パキスタン編                                          | ロシア編                                              |
| --------------------------------- | ----------------------------------------------------- | ----------------------------------------------------- |
| 監督                              | 岸誠二                                                | 花井信也                                              |
| シリーズ構成                      | -                                                     | 花井信也                                              |
| シリーズ構成                      | 佐藤和治                                              | 金巻兼一                                              |
| キャラクターデザイン ・総作画監督 | 松本剛彦                                              | 今泉賢一                                              |
| 色彩設定                          | 金丸ゆう子                                            | 岡野国治                                              |
| 美術監督                          | 宮越歩                                                | 長尾仁、椋本豊                                        |
| 撮影監督                          | 斉藤めぐみ                                            | 沖野雅英                                              |
| 音響監督                          | 早瀬博雪                                              | 早瀬博雪                                              |
| 音楽                              | 上田益                                                | 上田益                                                |
| プロデューサー                    | 笹木理加、吉田秀治、早川均 山田聡、平野志郎、寺田英美 | 笹木理加、吉田秀治、早川均 山田聡、平野志郎、寺田英美 |
| アニメーション制作                | G&G                                                   | アートランド                                          |
| 製作著作                          | 勇午製作委員会                                        | 勇午製作委員会                                        |

### 主題歌
「modern size」
オープニングテーマ。作詞・作曲・歌は樽木栄一郎。
「kitty」
エンディングテーマ。作詞・作曲・歌は樽木栄一郎。

### 各話リスト
| 話数         | サブタイトル         | 脚本         | 絵コンテ          | 演出              | 作画監督        |
| パキスタン編 | パキスタン編         | パキスタン編 | パキスタン編      | パキスタン編      | パキスタン編    |
| ------------ | -------------------- | ------------ | ----------------- | ----------------- | --------------- |
| 1            | 交渉人               | 佐藤和治     | 岸誠二            | 中島豊秋 岸誠二   | 小川一郎        |
| 2            | 決意                 | 佐藤和治     | 中島豊秋          | 明智大五郎 岸誠二 | 野口孝行        |
| 3            | 接触                 | 佐藤和治     | 奥村吉昭          | 鈴木幸雄          | 宍倉敏 小川一郎 |
| 4            | 勇者                 | 佐藤和治     | 鈴木幸雄          | 浅井義之          | 宍倉敏 桑名郁朗 |
| 5            | 信頼                 | 佐藤和治     | 奥村吉昭          | 鈴木幸雄          | 宍倉敏          |
| 6            | 約束                 | 佐藤和治     | 浅井義之          | 浅井義之 岸誠二   | 宍倉敏 小川一郎 |
| ロシア編     |                      |              |                   |                   |                 |
| 1            | 亡命貴族             | 金巻兼一     | 鈴木卓夫 今泉賢一 | 花井信也          | 今泉賢一        |
| 2            | 取引                 | 高山カツヒコ | 原博              | 花井信也          | 小関雅          |
| 3            | 公文書               | 佐藤勝一     | 長井龍雪          | 長井龍雪          | 田中将賀        |
| 4            | マロース【極寒】     | 高山カツヒコ | 原博              | 江島泰男 今泉賢一 | 今泉賢一        |
| 5            | 尋問                 | 高山カツヒコ | 原博              | 佐土原武之        | 小関雅          |
| 6            | 指輪の謎             | 佐藤勝一     | 原博              | 原博              | 田中将賀        |
| 7            | ナージェンカのために | 高山カツヒコ | 大橋誉志光        | 長井龍雪          | 今泉賢一        |

## 逸話
- 『月刊アフタヌーン』の創刊10周年記念企画である合作漫画『大合作』（1997年2月号掲載）に、別府勇午がオールスターキャストの一員として参加している。作中における勇午の役回りはクイズ番組の解答者であり、きわどい内容（「ベルダンディのすっぽんぽん」「ルミちゃんの陰毛」「ラリーの乳首」など）を真面目な表情で淡々と答え、キャラクターのイメージとのギャップで笑いを誘っている。なお、同誌の創刊14周年記念企画である『大合作2』（2001年2月号掲載）には、当時連載中であったが参加していない。
- 第92代内閣総理大臣の麻生太郎は、外務大臣時代の2006年、デジタルハリウッド大学で行われたシンポジウムで「外交を語るなら『勇午』を読まなければ駄目だ」と発言している[1]。